# بنز فوجیان
بنز فوجیان (انگلیسی: Fujian Benz) شرکت خودروسازی چینی است، که در سال ۲۰۱۰ تأسیس شد.